# Sigurd Lavard
Sigurd Lavard (gestorven: ca. 1200) was de oudste zoon van koning Sverre van Noorwegen.

## Biografie
Sigurd Lavard werd waarschijnlijk geboren in de tijd dat zijn vader Sverre op de Faeröereilanden verbleef en werd hij aanvankelijk Unas genoemd. Nadat zijn vader claimde een zoon te zijn van koning Sigurd II van Noorwegen hernoemde hij zijn zoon naar zijn eigen vader. Sverre leidde daarop een opstand tegen de huidige koning Magnus V van Noorwegen en slaagde in zijn rebellie en werd de nieuwe koning van Denemarken. Sigurd streed vervolgens aan de zijde van zijn vader tegen de Bagli-partij, maar nadat hij een nederlaag leed verkreeg hij geen militaire commando's meer. Hij overleed omstreeks 1200 en liet een zoon achter die in 1204 voor enige maanden koning zou zijn: Guttorm van Noorwegen.